# بليكسيون
بليكسيون PLEXION تعالج المشاركة الدوائية بين السلفاسيتاميد والكبريت حب الشباب موضعياً، ويتوفر هذا العلاج تحت الاسم التجاري Plexion، كما يتوفر بأسماء تجارية أخرى كـ Clenia وClenia وAvar. وهو يجمع بين سلفاسيتاميد الصوديوم (وهو صاد حيوي من السلفوناميدات) والكبريت (وهو عامل حال للتقرن).
يثبط السلفاسيتاميد نمو البكتيريا البروبيونية العدية التي تترافق مع حب الشباب، بينما يسهّل الكبريت إزالة خلايا الجلد الميتة لمنع انسداد المسام.

## الأشكال الصيدلانية
يتوافر بأربعة أشكال صيدلانية: قماش مطهر، مطهرات، معلقات موضعية، وكقناع للوجه.

## الاستخدامات
يستخدم هذا الدواء كمنتج تطهير للمساعدة في علاج حب الشباب والأمراض الجلدية الأخرى (على سبيل المثال، التهاب الجلد الدهني، والعد الوردي). يحتوي هذا المنتج على مادة مضادة للبكتريا وعامل تجفيف الذي يسمح بإزالة الطبقة العليا من الجلد (انحلال الطبقة القرنية).

## الآثار الجانبية
- قد يحدث احمرار، تهيج أو تقشر الجلد.
- إذا كانت أي من هذه الآثار ما زالت تتفاقم، أبلغ طبيبك حالاً.
- تذكر أن طبيبك يقوم بوصف هذا الدواء لأنه/لأنها يحكم على أن تكون الاستفادة بالنسبة لك أكبر من خطر هذه الآثار الجانبية.
- لا تظهر أعراض جانبية خطرة لدى مستعملي الدواء رغم عددهم الكبير، ويجب إبلاغ الطبييب فوراً إن ظهرت أي أعراض جانبية مهمة؛ كتشقق الجلد أو حدوث أعراض نادرة أخرى: تعب أو ضعف مفاجئ أو بول غامق اللون، أو اصفرار العين أو الجلد، وظهور علامات الخمج (الحمى، ألم حلق مستمر) ،سهولة في حدوث الكدمات أو النزوف. وتزداد فرصة حدوث الأعراض الجانبية عندما يتم استخدام الدواء فوق جلد جديد أو متضرر.
- استشر طبيبك عن التفاصيل. من غير المحتمل حدوث تفاعل حساسية خطير مع هذا الدواء، لكن في حال حدوثه قم بطلب الرعاية الطبية الفورية. تتضمن أعراض التفاعل التحسسي الخطير:

شرى، حكة أو تورم (خاصة في الوجه والحلق واللسان), دوخة، مشاكل في التنفس. هذه ليست جميع الآثار الجانبية ممكنة الحدوث.

## احتياطات
- قبل أن تستعمل مُسْتَعْلَقُ السلفاسيتاميد مع الكبريت، أخبر طبيبك أو الصيدلاني إذا كان لديك حساسية من ذلك، أو لغيره من المنتجات التي تحوي السلفا أو الكبريت، أو إذا كان لديك أي حساسية.
- لا ينبغي استخدام هذا الدواء إذا كان لديك حالة طبيّة معيّنة.
- قبل استخدام الدواء، قم بأخذ النصيحة من طبيبك أو الصيدلي إذا كان لديك: أمراض كلوية.
- يصنف ضمن الجدول C للحمل حسب الFDA. إنه من غير المعروف إذا ماكان التطبيق الموضعي للكبريت والسلفاسيتاميد الصوديوم مؤذيا للجنين. أخبري طبيبك فيما إذا كنتي حاملا أو تخططين للحمل أثناء استخدام هذا الدواء.
- إنه من غير المعروف فيما إذا كان الكبريت والسلفاسيتاميد الصوديوم الموضعي من الممكن أن يعبر حليب الثدي أو من الممكن أن يؤذي الطفل الرضيع. لا تستخدمي هذا العلاج دون أن تخبري طبيبك بأنك تقومين بإرضاع طفل.

## التداخلات الدوائية
- قد يكون طبيبك أو الصيدلاني على علم بأي تداخلات دوائية محتملة الحدوث وقد يقوم بمراقبتك تجاه هذه التداخلات.
- لا تبدأ، ولا توقف، ولا تقوم بتغيير جرعة أي دواء قبل مراجعته معهم أولا.
- لايشمل هذا المقال جميع التداخلات الممكنة. لذلك، قبل استخدام هذا الدواء، أخبر طبيبك أو الصيدلي عن كل الأدوية التي تتناولها سواء كانت بوصفة طبية أو بدونها، وخصوصا منتجات الجلد الأخرى. احتفظ بقائمة بأدويتك واعرضها على طبيبك والصيدلي.

## الحفظ
- يحفظ في درجة حرارة الغرفة بعيداً عن الضوء والرطوبة.
- استشر الصيدلاني أو معلِّب الدواء عن مجال درجة الحرارة المحدد المناسب.
- لا يحفظ في الحمامات. احفظ جميع الأدوية بعيداً عن متناول الأطفال أو الحيوانات المنزلية.
- لا تنشر الدواء في دورات المياه ولا تسكبه على مكان جاف إلا إذا أشير إلى ذلك. تخلص تماماً من المنتج عند انتهائه أو عند انتهاء الحاجة إليه.

(استشر الصيدلاني أو شركة التخلص من النفايات المحلية للحصول على تفاصيل أكثر حول كيفية التخلص الآمن من المنتج.

## ماهي المعلومات المهمة التي ينبغي أن أعلمها عن plexion الموضعي (سلفاسيتاميد الصوديوم والسلفور)؟
- لاتستخدمه إذا كنت تملك حساسية تجاخ أدوية السلفا أو إذا كنت تعاني من مرض كلوي.
- تجنّب وضع الدواء في عينيك أو أنفك أو فمك وإذا حصل ذلك فقم بغسلهم بالماء.
- لا تغطي المنطقة المعالجة من الجلد وتجنب استخدام أدوية أخرى على المناطق المعالجة بسلفاسيتاميد الصوديوم والسلفور الموضعي إلا إذا طلب الطبيب ذلك.

## المصدر
- http://www.medicinenet.com
- http://www.drugs.com
- موسوعة العلوم العربية